# Smilstvo

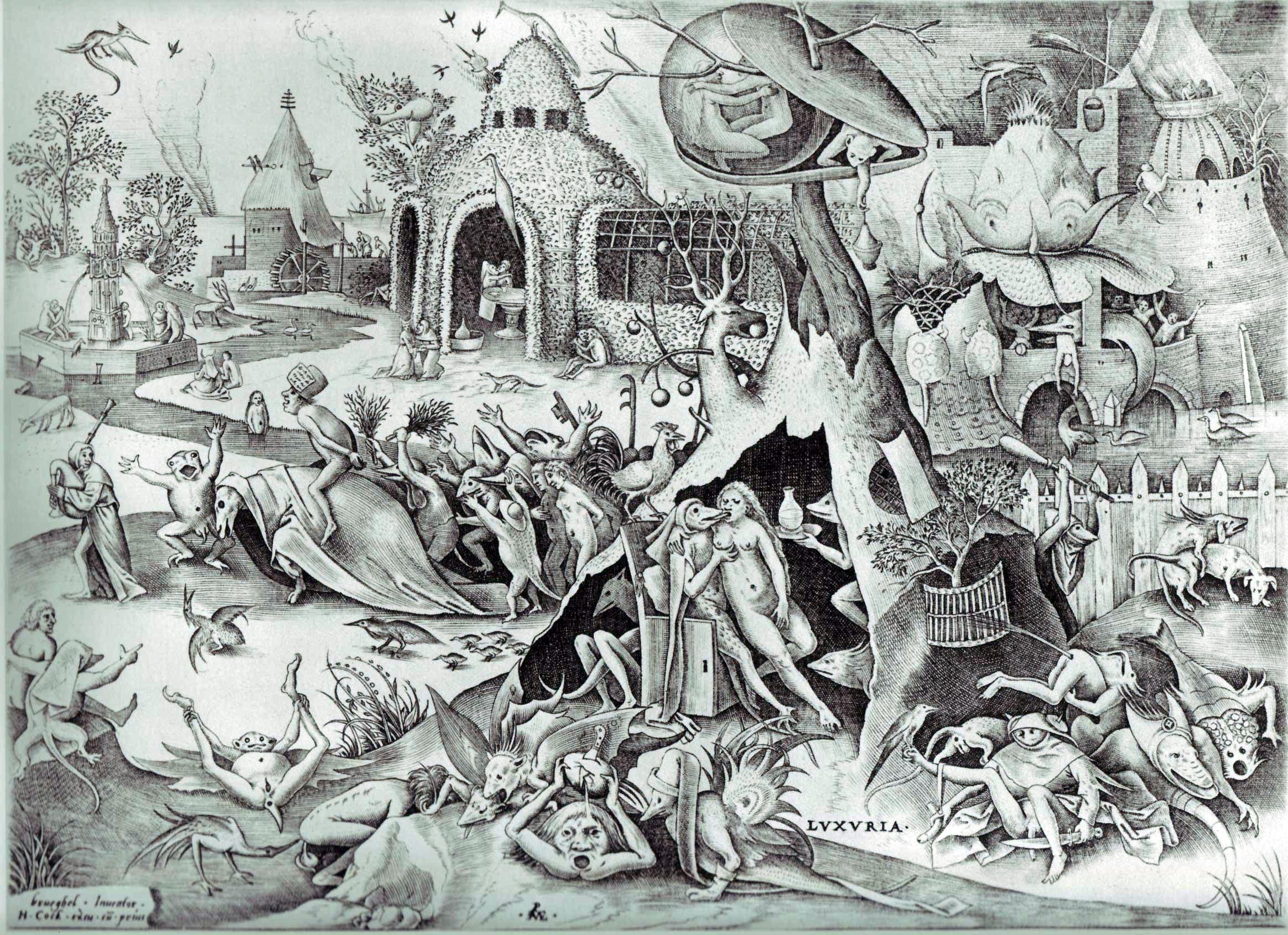
Smilstvo, Rytina Pietera van der Heydena podle díla Pietera Bruegela

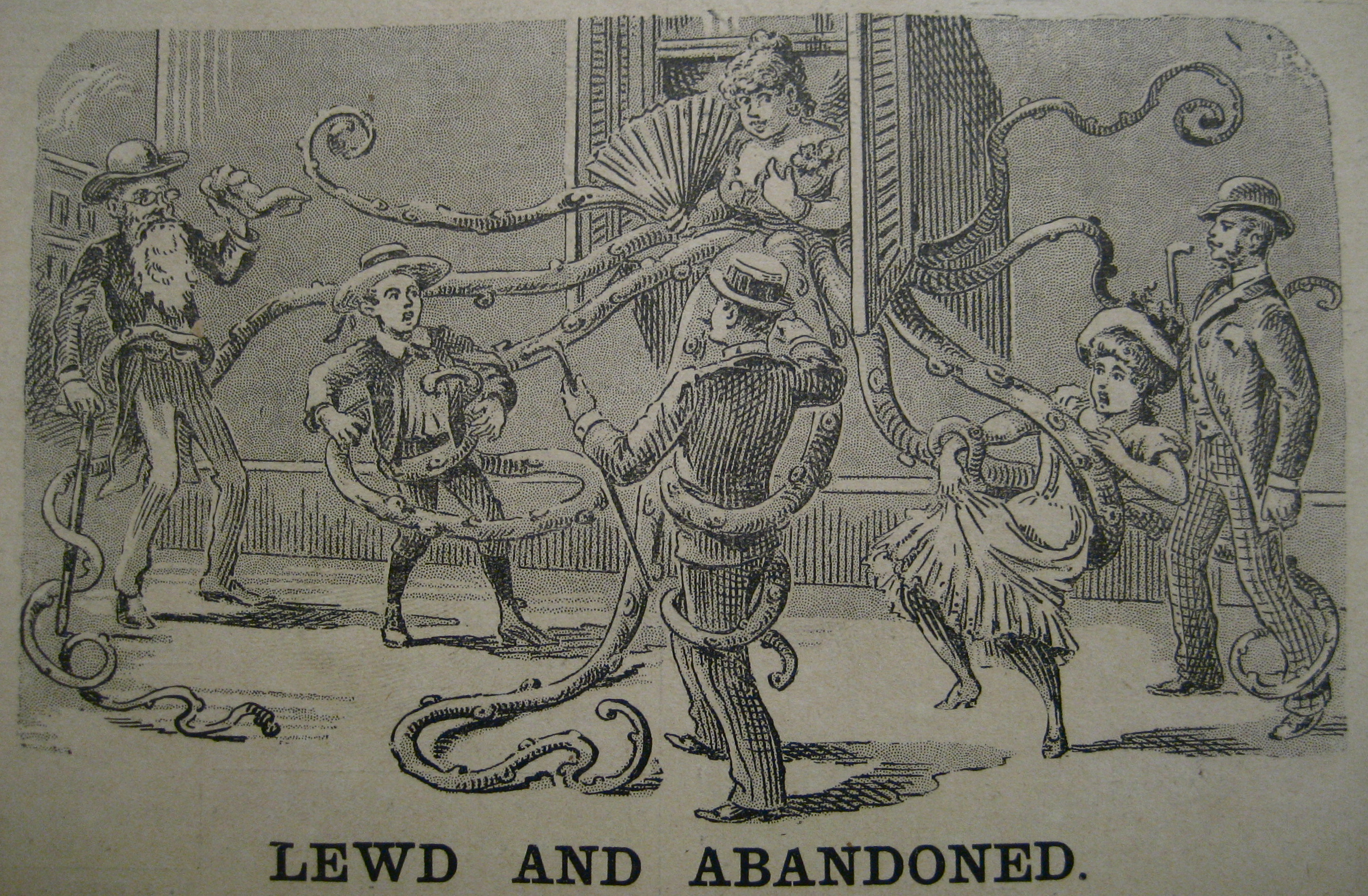
Karikatura smilstva, 1892

Pod pojmem smilstvo (řecky πορνεία [por·nei′a], latinsky luxuria) se rozumí mimomanželský pohlavní styk a další prohřešky proti sexuální morálce příslušného náboženství. Křesťanství, islám a judaismus je považují za hřích a neřest a jeho zákaz uvádí desatero Božích přikázání.
Bible dost jasně zakazuje smilnění s cizími bohy, které považuje za modlářství. Smilstvo zahrnuje jak cizoložství, tak veškeré „nezákonné“ sexuální jednání, přeneseně i modloslužbu.
Kromě desatera se v křesťanství smilstvo objevuje ve výčtu sedmi hlavních hříchů; zde však má tento hřích trochu jiný význam, odpovídající spíše nezvládanému chtíči a zvrhlosti. Původně označovalo jakoukoliv přemrštěnou touhu po sexuálním uspokojení, v současnosti je ale vnímán pouze jako úmyslné vyvolávání této touhy či její realizace. Dante Alighieri popsal chtíč jako „přílišnou lásku k jiným“.
Ctností stojící proti smilstvu je cudnost (lat. castitas).
Pojem násilné smilstvo, který dosud přetrvává v některých zákonících a mezinárodních dohodách, je dříve používaný termín pro znásilnění; jeho význam však není totožný, neboť na rozdíl od moderního termínu se nevztahuje na znásilnění manželky.
Někdejší československý Nejvyšší soud uvedl v rozhodnutí ze dne 12. března 1921 sp. zn. Kr II 265/20, publikovaném ve Vážného sbírce pod č. 395/1921 tr., že „ve dvorním dekretu ze dne 26. června 1844, čís. 4413, sb. z. s. čís. 816 se praví, že výraz „smilstvo“ dlužno pojímati v jeho přirozeném významu. Dle tohoto významu zahrnuje však smilstvo v sobě každé, smyslnosti sloužící, meze mravů a slušnosti překročující pohlavní zneužití těla jiné osoby. V důsledku toho nemusí smilné úkony býti nutně předsevzaty na nahých částech těla osoby, nýbrž stačí, i když se tak stalo na těle oděném“.